# Michał Probierz
Michał Probierz (Bytom, 24 september 1972) is een Pools voetbaltrainer en voormalig profvoetballer. Probierz was van 2023 tot 2025 actief als de bondscoach van Polen.

## Clubcarrière
Probierz begon zijn carrière als profvoetballer bij Ruch Chorzów in 1990. Van 1993 tot en met 1997 speelde Probierz in Duitsland voor Bayer Uerdingen en SG Wattenscheid 09, Probierz heeft voor beide Duitse clubs twee jaar gespeeld. Michał Probierz keerde terug naar Polen in 1997 om voor Górnik Zabrze te spelen waar hij zeven seizoenen bleef en meer dan 180 wedstrijden speelde. In 2004 was Probierz speler van Pogoń Szczecin maar ging diezelfde jaar spelen voor Widzew Łódź van 2004 tot en met 2005 waar hij voor het laatst speelde als profvoetballer.

## Trainerscarrière

### Begin trainerscarrière
Probierz begon als voetbaltrainer bij de club van zijn geboorteplaats, Polonia Bytom in 2005. In 2006 was Probierz trainer van Widzew Łódź waar hij een jaarte bleef. In 2007 was Michał Probierz opnieuw de hoofdtrainer van Polonia Bytom tot en met 2008.

### Eerste periode bij Jagiellonia Białystok
Probierz was van 2008 tot en met 2011 de hoofdtrainer van Jagiellonia Białystok. Hij wist met Jagiellonia de Puchar Polski en de Poolse supercup in 2010 te winnen, dit waren de eerste prijzen die Jagiellonia ooit wist te winnen en plaatsten zich voor de derde voorronde van de 2010/11 UEFA Europa League seizoen.

### ŁKS Łódź en Aris Thessaloniki
In september 2011, werd Probierz aangesteld als de coach van ŁKS Łódź .
In november 2011 vertrok Probierz naar Griekenland om aan de slag te gaan als hoofdtrainer van Aris Thessaloniki waar hij tot en met januari 2012 werkzaam was.

### Wisła Kraków en GKS Bełchatów
Probierz tekende een contract in maart 2012 met Wisła Kraków, de Poolse landskampioen destijds. Probierz bleef bij Wisła tot en met oktober 2012.
In november 2012 was Probierz werkzaam als de coach van GKS Bełchatów waar hij tot en met december 2012 bleef.

### Lechia Gdańsk
Van 2013 tot en met 2014 was Probierz de coach van Lechia Gdańsk waarmee hij vierde eindigde in de 2013/2014 Ekstraklasa seizoen.

### Tweede periode bij Jagiellonia Białystok
Probierz keerde terug bij Jagiellonia Białystok in 2014 en het lukte hem om met Jagiellonia derde te eindigen in de 2014/2015 Ekstraklasa seizoen, dit betekende plaatsing voor de tweede voorronde van de 2015/16 UEFA Europa League.
In de 2016/2017 Ekstraklasa seizoen is Jagiellonia tweede geëindigd onder de leiding van Michał Probierz. In juli 2017 stopte Probierz als coach bij Jagiellonia.

### Cracovia
In juli 2017 was Probierz de hoofdtrainer van Cracovia. Het lukte Probierz om met Cracovia voor de eerste voorronde van de 2019/20 UEFA Europa League te plaatsen.
Cracovia won de Puchar Polski in 2020 onder de leiding van Probierz, dit betekende dat Cracovia weer Europees voetbal speelde voor de tweede keer op rij in de voorrondes van de 2020/21 UEFA Europa League seizoen.
In november 2021 stopte Probierz als coach bij Cracovia.

### Bruk-Bet Termalica Nieciecza en Polen –21
Michał Probierz was aangesteld als de coach van Bruk-Bet Termalica Nieciecza in januari 2022. Hij verliet de club na twee dagen, omdat Termalica de beloften die zij hem bij het ondertekenen van het contract hadden gedaan, niet nakwam.
In juli 2022 werd Probierz bondscoach van Polen –21.

### Pools elftal
Op 20 september 2023 werd Probierz aangesteld als de bondscoach van Polen als opvolger van Fernando Santos. Op 26 maart 2024 kwalificeerde Polen zich onder de leiding van Probierz voor het EK 2024 gespeeld in Duitsland door Wales op strafschoppen te verslaan in de play-offs. Op het eindtoernooi werd Polen in de groepsfase uitgeschakeld met nederlagen tegen Nederland (1–2) en Oostenrijk (1–3) en een gelijkspel tegen Frankrijk (1–1). In juni 2025 verliet sterspeler Robert Lewandowski het nationale team door een conflict met Probierz over het afstaan van zijn aanvoerderschap. Kort daarna stapte de bondscoach op.

## Erelijst
Als trainer
 Jagiellonia Białystok
- Puchar Polski: 2009/2010
- Poolse supercup: 2010

 Cracovia
- Puchar Polski: 2019/2020
- Poolse supercup: 2020

Individueel als trainer
- Pools trainer van het jaar: 2010

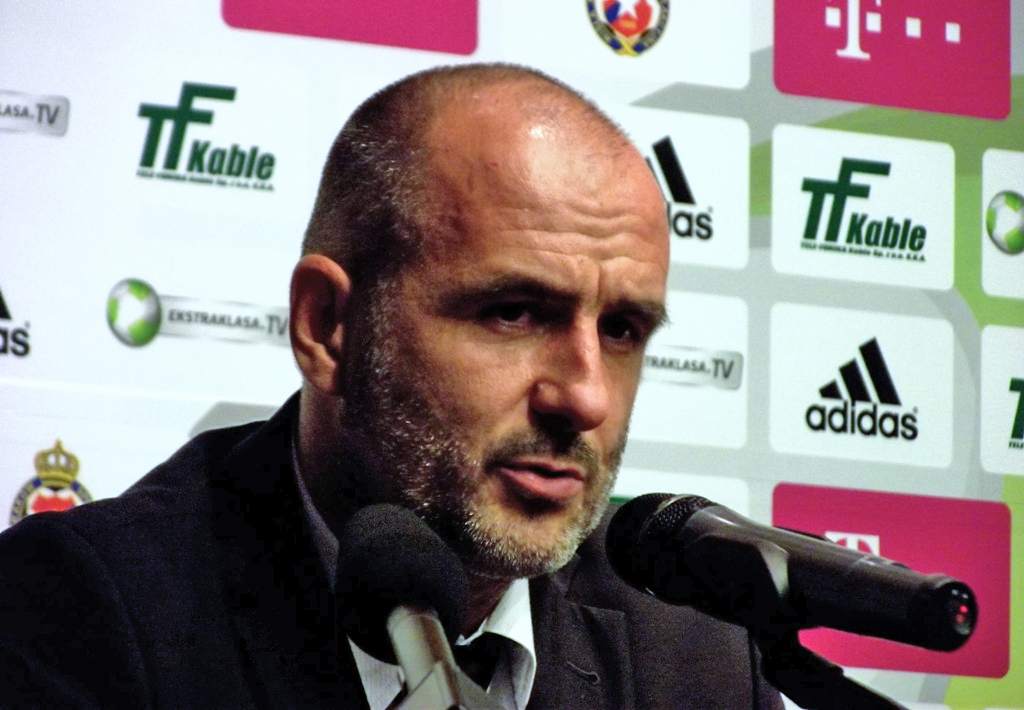
Probierz als trainer van Wisła Kraków tijdens een persconferentie in 2012.

- Jagiellonia Białystok beste trainer: 2010